# Tonoplast
Tonoplastul reprezintă învelișul exterior al vacuolelor. Are o structură lipo-proteică, identică cu membrana celulară, fiind derivată din membrana reticulului endoplasmatic.